# Bruning Bridges
"Burning Bridges" é uma canção gravada pela banda norte-americana OneRepublic para seu terceiro álbum de estúdio Native, lançado em março de 2013. A canção composta por Ryan Tedder e Brent Kutzle recebeu uma versão acústica, contida na edição deluxe do álbum. Foi produzida por Bombass com a participação de Tedder, Kutzle, Noel Zancanella e Zdar. A faixa foi anunciada com quinto single do álbum.
A banda liberou em seu canal oficial no Vevo um Lyric video da canção em 17 de janeiro de 2014.